# Ophiomyia levata
Ophiomyia levata är en tvåvingeart som beskrevs av Spencer 1981. Ophiomyia levata ingår i släktet Ophiomyia och familjen minerarflugor.
Artens utbredningsområde är Kalifornien. Inga underarter finns listade i Catalogue of Life.